# Henckelia moonii
Henckelia moonii là một loài thực vật có hoa trong họ Tai voi (Gesneriaceae). Loài này có ở Sri Lanka, được George Gardner mô tả khoa học đầu tiên năm 1846 dưới danh pháp Chirita moonii. Năm 2011, D.J.Middleton & Mich.Möller chuyển nó sang chi Henckelia.